# Heinrich Kuhl
Pour les articles homonymes, voir Kuhl.
Heinrich Kuhl est un zoologiste allemand, né le 17 septembre 1797 à Hanau et mort le 14 septembre 1821 à Buitenzorg (aujourd’hui Bogor).

## Biographie
Il devient l’assistant de Coenraad Jacob Temminck (1778-1858) au muséum de Leyde. En 1817, il publie une monographie sur les chauves-souris et en 1819, Conspectus psittacorum, sur les perroquets.
Il est le premier à publier une monographie sur les pétrels et une liste des oiseaux figurant dans l’ouvrage d’Edme-Louis Daubenton (1732-1786), les Planches Enluminées.
En 1820, il se rend sur l’île de Java, qui faisait partie de l’Empire colonial néerlandais, avec son ami Johan Coenraad van Hasselt (1797-1823), afin d’y étudier la faune de l’île et de rassembler des spécimens pour les collections du muséum de Leyde. Ils envoient ainsi 200 squelettes, 200 peaux de mammifères représentant 65 espèces, 2 000 peaux d’oiseaux, 1 400 poissons, 300 reptiles et amphibiens ainsi que de très nombreux insectes et crustacés.
Il meurt d’une infection du foie causée par le climat et le surmenage. Son séjour est ainsi inférieur à un an. Johan van Hasselt, meurt deux ans plus tard.
En hommage à Jacques Barraband (1767-1809), l'illustrateur des ouvrages de François Levaillant (1753-1826), il désigne un perroquet d'Amérique du Sud Psittacus barrabandi (aujourd'hui Pionopsitta barrabandi).